# Pieter Kalbfleisch
Pieter Kalbfleisch (Haarlem, 11 januari 1947) is een Nederlands jurist.
Kalbfleisch studeerde Nederlands Recht aan de Vrije Universiteit te Amsterdam. Na zijn studie vestigde hij zich in 1972 als advocaat in Arnhem. In 1980 werd hij benoemd tot rechter in de rechtbank Haarlem. In 1986 werd hij vicepresident van de rechtbank Den Haag. Sinds 2003 is hij werkzaam bij de Nederlandse Mededingingsautoriteit (NMa), eerst als directeur-generaal en vanaf 2005 als voorzitter van de raad van bestuur.
In 2011 werd hij beschuldigd van het plegen van meineed in de Chipsholzaak. Kalbfleisch heeft voor onbepaalde tijd verlof genomen als voorzitter van de raad van bestuur van de NMa om zijn handen vrij te hebben om zich tegen deze beschuldiging te verdedigen. Zijn functie bij de NMa werd tijdelijk waargenomen door Henk Don.

## Vervolging wegens meineed en valsheid in geschrifte
In februari 2012 werd bekend dat het Openbaar Ministerie (OM) besloten heeft om hem samen met Hans Westenberg (destijds ook rechter in Den Haag) te vervolgen wegens meineed in de Chipsholzaak. In maart 2012 blijkt hij bij zijn vertrek bij de NMa een bedrag van 325.000 euro te hebben ontvangen. Minister Verhagen spreekt hierover zijn ongenoegen uit maar de in gang gezette vervolging is geen aanleiding om dit ongedaan te maken. Kalbfleisch werd zowel door de rechtbank Utrecht als in hoger beroep door het gerechtshof Arnhem-Leeuwarden vrijgesproken.